# Сциборский, Борис Дмитриевич
Борис Дмитриевич Сцибо́рский (11 [24] февраля 1917, Уразово, Воронежская губерния — не позднее 1985) — участник советского атомного проекта, лауреат Сталинской и Ленинской премий.

## Биография
Родился 24 февраля 1917 года в Уразово (ныне в Белгородской области).
В 1935 году поступил в Ленинградский университет. В сентябре 1939 года мобилизован в РККА, участник войны с белофиннами, командир пулемётного взвода.
После тяжелого ранения комиссован и продолжил учёбу в университете, который окончил в 1941 г. Работал в различных госпиталях Ленинграда. В 1942 году направлен на курсы офицерского состава ДКБФ. С ноября 1943 году служил на кораблях бригады траления: командир Бч-III, потом помощник командира корабля.
В 1947 году после демобилизации поступил в Физический институт ЛГУ в качестве лаборанта. В том же году зачислен в КБ-11 (ВНИИЭФ) на должность инженера. С февраля 1948 года научный сотрудник, с 1953 года заместитель начальника отдела, с января 1956 года — начальник отдела.
В 1969 года переведён в Радиевый институт имени В. Г. Хлопина.
Кандидат технических наук.
Умер 27 сентября 1992 года, похоронен на Серафимовском кладбище Санкт-Петербурга.

## Награды и премии
- Ленинская премия
- Сталинская премия второй степени (1953) — за ядерно-физические исследования, связанные с разработкой и испытанием изделия РДС-6с
- орден Ленина
- орден «Знак Почёта»
- медали